# Katarina af Pommern
Katarina af Pommern (født ca. 1390, død i Kloster Gnadenburg 12. marts 1426) var datter af hertug Vartislav VII af Pommern og Maria af Mecklenburg-Schwerin.
Katarina giftede sig i København 15. august 1407 med pfalzgreve Johan af Pfalz (ca. 1383-1443). Parret fik sønnen Christoffer af Bayern (1416–1448), som blev nordisk unionskonge fra 1440/42 til 1448.